# Helen Mountfield
Helen Mountfield (née le 14 mars 1967) est une avocate et juriste britannique, spécialisée en droit administratif, en droit de la personne et en droit de l’égalité. Elle est directrice du Mansfield College à Oxford depuis 2018.

## Jeunesse et éducation
Mountfield est née le 14 mars 1967 à Londres, en Angleterre. Elle est la fille de Sir Robin Mountfield et d'Anne Mountfield. Elle fait ses études à la Crown Woods School, une école polyvalente à Londres. Elle étudie l'histoire moderne au Magdalen College, à Oxford, où elle obtient un baccalauréat ès arts avec mention. Elle étudie ensuite le droit et réussit l'examen de droit de la City University.

## Carrière

### Carrière juridique
Mountfield est admise au barreau du Gray's Inn en 1991. Elle est un membre fondateur du Matrix Chambers en 2000, où elle exerce toujours,. Elle est archiviste depuis mai 2009 et juge suppléante à la Haute Cour depuis 2013. Elle est nommée conseillère de la reine (QC) le 22 mars 2010.
Parmi les affaires notables dans lesquelles elle est impliquée figurent R (E) v Organe directeur de JFS , R (Tigere) v Secrétaire d’État aux entreprises, de l’innovation et des compétences et R (Miller) v Secrétaire d’État à la sortie de l’Union européenne.

### Carrière académique
En janvier 2018, elle est nommée nouvelle directrice du Mansfield College d'Oxford : elle prend ses fonctions en septembre 2018,,,. Elle a co-écrit sept éditions du Blackstone's Guide to the Human Rights Act 1998; une monographie concernant la loi de 1998 sur les droits de l'homme .
En 2005, Mountfield épouse Damian Tambini. Ils ont trois filles.

#### Publications
- John Wadham et Helen Mountfield, Blackstone's Guide to the Human Rights Act 1998, London, Blackstone, 1999, 1st éd., 294 p. (ISBN 978-1-85431-837-4)
- John Wadham et Helen Mountfield, Blackstone's Guide to the Human Rights Act 1998, London, Blackstone Press, 2000, 2nd éd., 332 p. (ISBN 978-1-84174-173-4)
- John Wadham, Helen Mountfield et Anna Edmundson, Blackstone's Guide to the Human Rights Act 1998, Oxford, Oxford University Press, 2003, 3rd éd. (ISBN 978-0-19-925453-8)
- John Wadham, Helen Mountfield, Anna Edmundson et Caoilfhionn Gallagher, Blackstone's guide to the Human Rights Act 1998, Oxford, Oxford, 2007, 4th éd., 412 p. (ISBN 978-0-19-929957-7)
- (en) John Wadham, Helen Mountfield, Caoilfhionn Gallagher et Elizabeth Prochaska, Blackstone's Guide to the Human Rights Act 1998, Oxford, Oxford University Press, 2009, 5th éd., 407 p. (ISBN 978-0-19-957442-1)
- (en) John Wadham, Helen Mountfield, Elizabeth Prochaska et Christopher Brown, Blackstone's Guide to the Human Rights Act 1998, Oxford, Oxford University Press, 2011, 6th éd., 420 p. (ISBN 978-0-19-969700-7)
- (en) John Wadham, Helen Mountfield, Elizabeth Prochaska et Christopher Brown Desai, Blackstone's Guide to the Human Rights Act 1998, Oxford, Oxford University Press, 2015, 7th éd., 496 p. (ISBN 978-0-19-870575-8)